# Boys and Girls (filme de 2000)
Boys and Girls (bra: Amor ou Amizade; prt: Entre Rapazes e Raparigas) é um filme estadunidense de 2000, do gênero comédia dramático-romântica, dirigido por Robert Iscove. Os dois personagens principais, Ryan (Freddie Prinze, Jr.) e Jennifer (Claire Forlani), se conhecem inicialmente na adolescência e depois percebem que suas vidas estão entrelaçadas pelo destino.

## Sinopse
Ryan conhece Jennifer quando eram ainda crianças, mas eles acabam não se dando bem. Reencontram-se como adolescentes e depois como adultos. E, então, o que era ódio à primeira vista vira uma grande amizade que, de repente, pode ser amor, e eles têm que decidir se vão arriscar a amizade por um amor que pode ou não dar certo.

## Elenco
- Freddie Prinze, Jr. .... Ryan Walker
- Jason Biggs .... Hunter/ Steve
- Claire Forlani .... Jennifer Burrows
- Amanda Detmer .... Amy
- Heather Donahue .... Megan
- Alyson Hannigan .... Betty
- Monica Arnold .... Katie
- Matt Schulze .... Paul
- Brendon Ryan Barrett .... jovem Ryan Walker
- Raquel Beaudene .... jovem Jennifer Burrows
- David Smigelski .... rei do baile
- Blake Shields .... cavaleiro do baile
- Gay Thomas .... comissário de bordo de NY

## Produção
O roteiro foi escrito por Andrew Lowery e Andrew Miller, dois atores que começaram a escrever juntos. Eles assinaram um acordo com a Miramax, do qual este foi o primeiro.
O filme reuniu o diretor e a estrela de She's All That.
Iscove disse que Prinze "queria impressionar essa imagem de cara bonito e crescer como ator", interpretando um nerd. Prinze disse: "A maioria das pessoas não me dá a chance de interpretar algo diferente do cara bonito. Mas eu amo experimentar coisas novas; Adoro fazer algo que nunca fiz antes, e a chance de interpretar um nerd foi a razão pela qual aceitei esse papel em primeiro lugar. "
Prinze acrescentou que "eu estabeleci uma meta quando estava fazendo Ela é toda a isso para fazer três filmes para uma geração específica que falaram com eles. Eu fiz She's All That, Down to You, e Boys and Girls. Agora, me formei no ensino médio e na faculdade por um tempo"
Anna Friel assinou o papel de protagonista feminina. Friel então desistiu pouco antes do início das filmagens devido a "diferenças artísticas" e foi substituída por Claire Forlani. Os relatórios diferiam sobre se Friel foi demitida ou saiu devido à infelicidade com o script.
O filme apresenta um número de dança semelhante ao She's All That, onde todo mundo dança para "Can't Stop the Rock". Forlani disse que recebeu avisos mínimos para fazê-lo. "Eles literalmente me puxam para esta sala com 30 dançarinos que há dois dias aprendem uma rotina que eu tenho que aprender em meia hora. E foi realmente muito complicado também.
Jason Biggs fez o filme após o seu grande papel em American Pie. Foi o primeiro de um contrato de dois filmes que ele teve com a Miramax.
Prinze disse que Harvey Weinstein queria fazer uma luta de espadas em She's All That e, neste filme " recebemos uma nota de Harvey que dizia que eles também queriam fazer uma luta de espadas, o que não fazia sentido, porque era um peça contemporânea, e Jason Biggs interpretou um estudante de arquitetura! Essas eram as notas malucas que você receberia do estúdio naquela época. Não entendo como nem todos os diretores da Miramax ficaram loucos".

## Crítica
Boys and Girls tem recepção geralmente desfavorável pela crítica profissional. Com a pontuação de 11% em base de 62 críticas, o Rotten Tomatoes chegou ao consenso: "Boys and Girls é como um rip-off barato de When Harry Met Sally.... A história previsível e sem graça não é envolvente". Por parte da audiência do site, a aprovação atual alcança 52%.

## Bilheteria
O filme estreou no sexto lugar nas bilheterias norte-americanas, faturando aproximadamente US$7 milhões em seu fim de semana de estréia.